# Craigentinny
Craigentinny est une banlieue du nord-est d'Édimbourg, en Écosse, située à l'est de Restalrig et de Lochend.
Son nom pourrait être une déformation du gaélique Creag an t-Sionnaich signifiant « le rocher du renard ».

## Histoire
Ancienne lande, la première grande maison est construite peu après 1604. Cette maison, Craigentinny, donne son nom à la zone plus vaste. Elle est établie par James Nisbet, de la famille Nisbet, plus étroitement liée au quartier de Dean, en tant qu'occupants de Dean House. Le terrain est acheté à la famille Logan de Restalrig. Par l'intermédiaire de la famille Nisbet, il passe à John Nisbet, Lord Dirleton, vers 1680, puis, par l'intermédiaire de Lord Dirleton, aux Scott-Nisbet. Après la mort de John Scott-Nisbet en 1765, il est acheté par un certain William Miller (1722-1799), un riche semencier et Quaker, vivant sur la Canongate (en), qui possède déjà des propriétés dans les régions de Craigentinny et de Fillyside. Le seul fils survivant de William est William Henry Miller (1789-1848) et sa troisième épouse, Martha Rowson (dont le mausolée se trouve à proximité). Vers 1850, la propriété est rénovée par David Rhind (en) pour les sœurs Marsh qui en ont hérité. Elle passe ensuite à Samuel Christy, un parent éloigné (qui prend le nom de Christie-Miller (qui a donné Christiemiller Avenue). La maison est en grande partie occupée par des gardiens jusqu'à son acquisition en 1937 par le Conseil municipal et sa transformation en centre communautaire, considéré comme le premier au sein d'une cité HLM écossaise.
Entre 1932 et 1934, le Conseil aménage une partie du quartier en deux phases principales, avec plus de 800 maisons et un bloc de six boutiques, principalement dans des immeubles de trois étages conçus par Ebenezer James MacRae (en) et son équipe. Ce dernier plan est signé George C. Robb, tandis que les immeubles individuels sont conçus par les architectes Andrew MacCulloch, John Mailler Scott et d'autres. Le reste du lotissement est aménagé avec des bungalows privés, en grande partie par James Miller (sans lien de parenté) et les frères Hepburn.
La zone contient des églises et des écoles des années 1930, notamment l'école primaire Craigentinny sur Loaning Road, conçue par l'équipe d'Ebenezer James MacRae (1934), et l'église St Christophers, située à la jonction de Craigentinny Road et de Craigentinny Avenue, et conçue par James MacLachlan. (1934).
La structure la plus distinctive et unique du quartier est le Craigentinny Marbles (en), un mausolée dédié à William Henry Miller, réalisé par David Rhind et orné de bas-reliefs de Alfred Gatley (en). Le monument a été englobé par des bungalows dans les années 1930 et se dresse aujourd'hui sur Craigentinny Crescent.